# Pierściec
Pierściec est une localité polonaise de la gmina de Skoczów, située dans le powiat de Cieszyn en voïvodie de Silésie.